# Contra las cuerdas (telenovela)
Contra las cuerdas es una telenovela argentina de 2010 protagonizada por Rodrigo De la Serna, Soledad Fandiño y Maximiliano Ghione. El argumento de la misma fue descrito como "Un relato de amor, pasión, soledad, desencuentros, choque de mundos en escenarios del Gran Buenos Aires". Fue filmada en alta definición bajo la dirección general de Alejandro Maci, junto a Gustavo Luppi en la unidad de estudio y Matías Bertilotti en la unidad de exteriores. Fue producida por ON TV Llorente & Villarruel Contenidos para la TV Pública de Argentina.
Concebida por Bernarda Llorente y Claudio Villarruel, la exitosa dupla de productores desembarcó en Canal Siete (TV Pública) para contar esta ficción que supo reflejar la realidad que se erige por fuera de las grandes ciudades, les dio voz a los ciudadanos que se asientan en zonas marginales, retrató un tema universal como el amor de una mujer disputado por dos hermanos y le asignó un corte social al relato.

## Sinopsis
Ezequiel (Rodrigo De la Serna) debe huir de su pueblo natal, Chajarí, Entre Ríos, donde practica boxeo amateur. Tras negarse a perder una pelea por plata, huye y llega a Buenos Aires en busca de su hermano Luciano (Maxi Ghione), con el fin de que lo ayude a conseguir trabajo y así mandarle dinero a su esposa (Manuela Pal) e hijos, que quedaron en su provincia. Las cosas se complican cuando conoce a Ana (Soledad Fandiño) y no logra dar con su hermano y se termina metiendo en insólitos problemas. A su vez, conoce al propietario del local de quiniela (Roberto Carnaghi) y padre de Ana, quien le da cobijo por haberlo ayudado en una reyerta callejera.

## Elenco y personajes
- Ezequiel (Rodrigo De la Serna): Boxeador amateur, oriundo de Entre Ríos, debe escaparse de su pueblo por una pelea y llega a Buenos Aires para buscar a su hermano y enamorarse, involuntariamente, de Ana.
- Ana (Soledad Fandiño): Estudia Periodismo, trabaja en la Cooperativa del barrio y se hace cargo de su familia, debido a la ausencia de su madre.
- Luciano (Maximiliano Ghione): Vive hace varios años en el Gran Buenos Aires, es fanático de los autos y de la plata fácil, trabaja en un taller mecánico y está enamorado de Ana.
- Hugo (Roberto Carnaghi): Padre de Ana, referente de su barrio y dueño del negocio de quiniela. Fue abandonado por su esposa y se hizo cargo de sus hijos.
- Beba (Mimí Ardú): Esposa de Sarmiento, dueña de una impactante figura, sueña con convertirse en una actriz famosa y, mientras tanto, sufre los celos constantes de su marido.
- Sarmiento (Mario Alarcón): Dueño del gimnasio del barrio y uno de los personajes más poderosos del lugar. Esposo de Beba.
- Lili (Manuela Pal): Esposa de Ezequiel y madre de sus dos hijos. Está con él desde la adolescencia y vive para su familia.
- Romina (Paola Barrientos): Mejor amiga de Ana. Trabaja con ella en la cooperativa y espera ansiosamente la llegada del amor de su vida. Histriónica, chusma y romántica.
- Toro (Alberto Ajaka): El boxeador estrella del gimnasio de Sarmiento, pelea desde los ocho años y pasa más tiempo en ese lugar que en su propia casa.
- Josefina (Florencia Miller): Hija de Nievas, consigue todo lo que quiere y está totalmente obsesionada con Luciano.
- Nievas (Osmar Nuñez): Dueño del taller mecánico en el que trabaja Luciano y padre de Josefina. Uno de los poderosos del barrio y promotor de la venta ilegal de repuestos de automotor.
- Graziana (María Ucedo): Esposa de Nievas y madre de Josefina. Sabe poco de los negocios de su marido y le cuesta ponerle límites a su hija.
- Jorge (Nicolás Condito): Hermano de Ana e hijo de Hugo. Un tanto irresponsable, vago y malcriado por su padre y su hermana.
- Muyenó (Martín Pavlosky): Dueño del bar del barrio, mejor amigo de Hugo y un poeta frustrado que está plenamente enamorado de Romina.
- Mora (Dana Basso): Novia de Jorge, hija de una “familia bien”.
- Racu (Hernán Jiménez): Obsesivo, silencioso y torpe delincuente, trabaja en el taller de Nievas.
- La Turca (Damián Canduci): Trabaja desde chico en el taller de Nievas y conoce como nadie a todos los personajes del barrio.
- Sabrina (Dolores Sarmiento): Ahijada de Sarmiento, vive con él y Beba y debe tolerar que el cuida de su padrino se inmiscuya en todos sus asuntos sentimentales.
- Juanjo (Sergio Podeley): Es el sobrino de Nievas y Graziana y llega a Buenos Aires para instalarse en su casa y estudiar cine.

## Recepción

### Reconocimientos
Fue distinguida para concursar en el Festival de Cannes de 2011. La serie argentina, junto con otras seleccionadas, fue exhibida en la última edición del MIPTV, el más importante mercado de ficción televisiva mundial que se realizó en Cannes del 4 al 7 de abril.
Fue nominada entre las cuatro mejores novelas de la televisión mundial en los premios Emmy Internacional. Seleccionada entre cientos de postulantes procedentes de 61 países, compartió su nominación con otras tres producciones provenientes de Brasil, Portugal y Filipinas, según el jurado conformado por más de 800 personalidades de la televisión internacional.

### Premios y nominaciones
| Premio                     | Categoría                                    | Nominados           | Resultado |
| -------------------------- | -------------------------------------------- | ------------------- | --------- |
| Premios Martín Fierro 2011 | Unitario y/o miniserie                       | Contra las cuerdas  | Nominado  |
| Premios Martín Fierro 2011 | Actor protagonista de unitario y/o miniserie | Rodrigo De la Serna | Ganador   |
| Premios Martín Fierro 2011 | Actor de reparto                             | Roberto Carnaghi    | Nominado  |
| Premios Martín Fierro 2011 | Revelación                                   | Paola Barrientos    | Nominada  |

## Adaptaciones
- En 2014, el canal RCN Televisión desarrolló una versión colombiana del mismo nombre: Contra las cuerdas.